# The New Mutants
The New Mutants ist ein US-amerikanischer Science-Fiction-Actionfilm von Josh Boone, der auf den X-Men-Comics des Marvel-Verlages basiert. Es ist der dreizehnte und letzte Film in der X-Men-Filmreihe. Nach zahlreichen Verschiebungen erschien der Film am 28. August in den US-amerikanischen und am 10. September 2020 in den deutschen und österreichischen Kinos.

## Handlung
Nachdem die 16-jährige Dani durch einen Tornado ihr Cheyenne-Reservat mitsamt ihrem Vater verloren hat, erwacht sie in der von Dr. Reyes geführten und von dieser als Krankenhaus bezeichneten Einrichtung „Milbury Hospital“. Reyes eröffnet der zunächst verwirrten Dani, dass sie ein Mutant sei und in der Einrichtung lernen solle, ihre noch nicht bekannte Fähigkeit zu kontrollieren, bevor sie Chancen auf eine Übernahme in das von Charles Xavier gegründete Institut für begabte Jugendliche habe. Bis dahin werde sie allerdings rund um die Uhr von Kameras überwacht und durch eine von Reyes erschaffene Kuppel am Weglaufen gehindert, damit sie weder sich noch andere gefährden könne.
Im Milbury Hospital macht Dani die Bekanntschaft mit den anderen Patienten Rahne, Illyana, Roberto und Sam, die allesamt traumatische Ereignisse durchlebt und dabei oft andere Menschen getötet haben. Insbesondere Illyana steht dem Neuankömmling jedoch eher skeptisch gegenüber und erschwert ihr den Alltag. So fühlt sich Dani immer stärker fehl am Platz und möchte sich das Leben nehmen, wird jedoch von Rahne aufgehalten. Die beiden jungen Frauen freunden sich daraufhin miteinander an und beginnen mit der Zeit eine Liebesbeziehung. Zeitgleich versucht Dr. Reyes, den jungen Mutanten die Kontrolle über ihre Kräfte durch Selbstbeherrschung beizubringen. Als sie schließlich auch Danis Kräfte – zum Teil durch den Einsatz von Drogen – zum Vorschein bringen kann, beginnen die anderen Jugendlichen, ihre größten Ängste zu durchleben. Verängstigt von dieser durch Dani ausgehenden Macht führt Reyes einige Tests durch und kommt zu dem Schluss, dass das junge Mädchen sterben müsse, um die Sicherheit aller zu gewährleisten.
Als Reyes Dani umbringen möchte, eilen die anderen Jugendlichen, die sich mittlerweile auf Danis Seite geschlagen haben, zu Hilfe. In geheimen Akten finden sie heraus, dass Reyes niemals für Xavier gearbeitet hat, sondern die jungen Mutanten für die Essex Corporation zu Waffen ausbilden sollte. Gemeinsam beschließen Dani, Rahne, Illyana, Roberto und Sam, Reyes umzubringen, so die Kuppel um der Einrichtung zu zerstören und ihre Freiheit zurückzuerlangen. Dabei müssen sie sich nicht nur einem lächelnden Mann, der größten Angst von Illyana, sondern auch einem Dämonenbären, der größten Angst von Dani, stellen. Nachdem der Bär Reyes getötet hat, schaffen es Illyana, Roberto und Sam nicht, mit gemeinsamen Kräften gegen den Dämonen anzukommen. Einzig Dani kann den Bären zähmen und so ihre neu gewonnenen Freunde retten. Im Anschluss verlassen die fünf zusammen die Einrichtung und machen sich auf den Weg in die nächste Stadt.

## Produktion

### Stab und Entstehung
Am 13. Mai 2015 gab 20th Century Fox bekannt, dass Josh Boone die Regie übernimmt und gemeinsam mit Knate Gwaltney auch das Drehbuch zum Film schreiben wird, während Simon Kinberg und Lauren Shuler Donner abermals die Produktion übernehmen. Kinberg erklärte, dass er die Comic-Vorlage getreu umsetzen will. Im August 2016 wurden Scott Neustadter und Michael H. Webb, mit denen Boone bereits für den Film Das Schicksal ist ein mieser Verräter zusammenarbeitete, engagiert um das Drehbuch zu überarbeiten. Im Frühjahr 2016 gab Boone bekannt, welche Figuren aus dem X-Men-Universum in seinem Film einen Auftritt haben sollen, darunter Magik, Wolfsbane, Mirage, Cannonball und Sunspot. Im Mai 2017 gab Boone bekannt, dass es sich bei X-Men: The New Mutants (auch) um einen Horrorfilm handeln soll, der weder Kostüme noch Superschurken beinhaltet.

### Besetzung und Dreharbeiten
Nachdem im Mai 2017 bekannt wurde, dass Rosario Dawson auf der Besetzungsliste des Films stehen soll, wurde im Juni 2017 bekannt, dass Dawson durch die brasilianische Schauspielerin Alice Braga ersetzt wurde, die im Film die Rolle von Dr. Cecilia Reyes übernimmt. Maisie Williams übernahm die Rolle von Wolfsbane, und Anya Taylor-Joy spielt Magik. Henry Zaga spielt im Film Roberto da Costa, genannt Sunspot.
Die Dreharbeiten wurden am 11. Juli 2017 in Boston begonnen und wurden in Montreal weitergeführt. Mitte September 2017 gab Josh Boone bekannt, dass die Dreharbeiten beendet wurden.

### Filmmusik
Ursprünglich sollten Nate Walcott und Mike Mogis die Filmmusik komponieren. Letztlich übernahm Mark Snow diese Arbeit. Das Soundtrack-Album mit insgesamt 30 Musikstücken wird am 28. August 2020 von Hollywood Records als Download veröffentlicht.

### Veröffentlichung
Am 13. Oktober 2017 veröffentlichte 20th Century Fox einen ersten Trailer. Der Film hätte ursprünglich am 12. April 2018 in die deutschen und am darauffolgenden Tag in die US-amerikanischen Kinos kommen sollen. Am 11. Januar 2018 wurde bekannt, dass der US-Kinostart auf den 22. Februar 2019 verschoben wurde. Am 26. März 2018 wurde bekannt, dass der Kinostart um knapp ein halbes Jahr nach hinten, auf den 2. August 2019, verschoben wurde. Als The Walt Disney Company am 7. Mai 2019 ihren Release-Plan für 2020 bekannt gab, wurde dort der Film am 3. April 2020 eingeplant. Der Kinostart in Deutschland und Österreich sollte am 16. April 2020 erfolgen. Durch den Ausbruch des Coronavirus wurde der Film erneut verschoben und kam letztendlich am 28. August 2020 in die US-amerikanischen Kinos. Am 10. September 2020, etwa drei Jahre nach dem Ende der Dreharbeiten, folgte die Veröffentlichung in den deutschen und österreichischen Kinos.

## Synchronisation
Die deutsche Synchronisation entstand nach einem Dialogbuch und der Dialogregie von Björn Schalla im Auftrag von Interopa Film.
| Darsteller      | Synchronsprecher    | Rolle                             |
| --------------- | ------------------- | --------------------------------- |
| Blu Hunt        | Friedel Morgenstern | Danielle „Dani“ Moonstar / Mirage |
| Maisie Williams | Paulina Rümmelein   | Rahne Sinclair / Wolfsbane        |
| Anya Taylor-Joy | Lina Rabea Mohr     | Illyana Rasputin / Magik          |
| Henry Zaga      | René Dawn-Claude    | Roberto da Costa / Sunspot        |
| Charlie Heaton  | Tobias Diakow       | Samuel „Sam“ Guthrie / Cannonball |
| Alice Braga     | Marie Bierstedt     | Dr. Cecilia Reyes                 |
| Adam Beach      | Paul Matzke         | William Lonestar                  |

## Rezeption

### Altersfreigabe
In den USA wurde der Film von der MPAA als PG-13 eingestuft. In Deutschland erhielt der Film von der FSK eine Freigabe ab 16 Jahren. Die österreichische Jugendmedienkommission gab den Film ab 12 Jahren frei.

### Kritiken und finanzieller Erfolg
Das Urteil der Kritiker war ähnlich negativ wie bei dem direkten Vorgänger X-Men: Dark Phoenix. So bewerteten bislang nur 35 Prozent der bei Rotten Tomatoes erfassten Kritiker den Film positiv.
Die weltweiten Einnahmen aus Kinovorführungen belaufen sich auf 43,0 Millionen US-Dollar, von denen der Film allein 22,0 Millionen im nordamerikanischen Raum einspielen konnte. In Deutschland konnte The New Mutants insgesamt 154.359 Kinobesucher verzeichnen, in Österreich waren es 26.219 Kinobesucher.

### Auszeichnungen
Hollywood Music in Media Awards 2021
- Nominierung für die Beste Filmmusik – Science-Fiction-Film[38]

Saturn Awards 2021
- Nominierung als Beste Comicverfilmung